# 圣伊利德
圣伊利德（法語：Saint-Illide，法語發音：[sɛ̃.t‿ilid]）是法国康塔尔省的一个市镇，属于欧里亚克区。

## 地理
圣伊利德（45°3'42"N, 2°18'54"E）面积39.71 平方千米，位于法国奥弗涅-罗讷-阿尔卑斯大区康塔爾省，该省份为法国中南部省份，位于法國中央高原中心，北起科雷兹省、上盧瓦爾省和多姆山省，西接洛特省和科雷兹省，南至阿韦龙省和洛特省，东临上盧瓦爾省和洛泽尔省。
与圣伊利德接壤的市镇（或旧市镇、城区）包括：阿尔纳克、艾朗、弗雷昂格拉尔德、圣塞尔南、圣西尔格德马尔贝、圣马丹康塔莱斯、圣桑坦康塔莱斯、圣维克托。

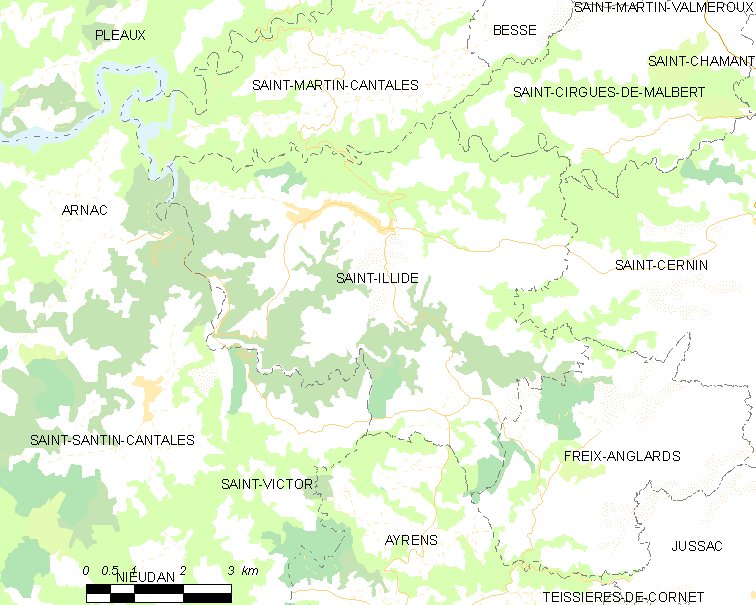
圣伊利德的OSM定位图

圣伊利德的时区为UTC+01:00、UTC+02:00（夏令时）。

## 行政
圣伊利德的邮政编码为15310，INSEE市镇编码为15191。

## 政治
圣伊利德所属的省级选区为诺塞勒县。

## 人口

1962-2008年间圣伊利德人口变化图示

圣伊利德于2022年1月1日时的人口数量为649人。